# Кхунтхан
Кхунтхан, или Кунтан, е планински хребет в Северен Тайланд, простиращ се на 450 km от север на юг между долините на река Пинг (дясна съставяща на Чао Прая на запад и левият ѝ приток Ванг на изток). Максимална височина връх Пате (Пхатхе, 2024 m). Изграден е предимно от гранити, варовици и пясъчници. Върховете му са масивни и заоблени, а склоновете му – стръмни и дълбоко разчленени от левите притоци на Пинг и десните на Ванг. Разработват се находища на калаени руди (Сансали и др.). От него водят началото си реките Нгай, Тха (десни притоци на Пинг), Лау и Фанг (от басейна на Меконг). Склоновете му са покрити с вечнозелени субтропически широколистни и иглолистни гори. В междупланинските долини и предпланиниските райони се отглеждат царевица, ориз, опиумен мак и др.